# Lijst van rijders wereldkampioenschap trial
De volgende trialrijders hebben zich ten minste één keer op het podium gereden tijdens het FIM Wereldkampioenschap trial sinds 1964. Tussen 1964 en 1975 bestond er overigens geen formeel wereldkampioenschap, maar het Europees kampioen werd gelijkgesteld met het wereldkampioenschap omdat er buiten Europa nauwelijks sprake was van uitoefening van deze sport. Van de momenteel actieve rijders zijn de namen vet afgedrukt.
De lijst is bijgewerkt tot 14 september 2017.  Indien niet via een voetnoot vermeld gaat het om een podiumplaats bij het FIM Trial Wereldkampioenschap.

## A
| land                         | naam         | merk(en)        | prestaties                                    |
| ---------------------------- | ------------ | --------------- | --------------------------------------------- |
| Vlag van Zweden              | Tommi Ahvala | Aprilia, Fantic | 1e (1992); 2e (1991, 1994); ; 3e (1993, 1995) |
| Vlag van Verenigd Koninkrijk | Mick Andrews | Ossa, Yamaha    | 1e (1971, 1972); 2e (1973); 3e (1974)         |

## B
| land               | naam           | merk(en) | prestaties                                                      |
| ------------------ | -------------- | -------- | --------------------------------------------------------------- |
| Vlag van Italië    | Diego Bosis    | Aprilia  | 2e (1987, 1990); 3e (1989, 1991, 1992)                          |
| Vlag van Spanje    | Toni Bou       | Montesa  | 1e (2007, 2008, 2009, 2010, 2011, 2012, 2013, 2014, 2015, 2016) |
| Vlag van Duitsland | Andreas Brandl | Zündapp  | 2e (1965); 3e (1964, 1967)                                      |
| Vlag van Frankrijk | Gilles Burgat  | SWM      | 1e (1981); 3e (1982)                                            |

## C
| land            | naam             | merk(en)      | prestaties                                                      |
| --------------- | ---------------- | ------------- | --------------------------------------------------------------- |
| Vlag van Spanje | Marc Colomer     | Beta, Montesa | 1e (1996); 2e (1992, 1993, 1995, 1997, 1998); ; 3e (1999, 2000) |
| Vlag van Spanje | Albert Cabestany | Beta, Sherco  | 3e (2002, 2006, 2014)                                           |

## F
| land                         | naam              | merk(en)        | prestaties                                                                                        |
| ---------------------------- | ----------------- | --------------- | ------------------------------------------------------------------------------------------------- |
| Vlag van Spanje              | Jeroni Fajardo    | Beta            | 3e (2012, 2013, 2015)                                                                             |
| Vlag van Verenigd Koninkrijk | Gordon Farley     | Montesa         | 2e (1970); 3e (1971)                                                                              |
| Vlag van Duitsland           | Gustav Franke     | Zündapp         | 1e (1965, 1966); 2e (1964, 1967, 1968)                                                            |
| Vlag van Spanje              | Marc Freixa       | Montesa, Sherco | 3e (2001, 2003)                                                                                   |
| Vlag van Japan               | Takahisa Fujinami | Montesa         | 1e (2004); 2e (1999, 2000, 2001, 2002, 2003, 2005, 2006); 3e (2007, 2008, 2009, 2010, 2011, 2016) |

## J
| land                         | naam        | merk(en) | prestaties |
| ---------------------------- | ----------- | -------- | ---------- |
| Vlag van Verenigd Koninkrijk | Denis Jones | Suzuki   | 2e (1969)  |

## K
| land            | naam             | merk(en) | prestaties                                  |
| --------------- | ---------------- | -------- | ------------------------------------------- |
| Vlag van Zweden | Ulf Karlsson     | Montesa  | 1e (1980); 2e (1974, 1977, 1981); 3e (1979) |
| Vlag van Japan  | Kenichi Kuroyama | Beta     | 3e (1997, 1998)                             |

## L
| land                         | naam           | merk(en)      | prestaties                                                                |
| ---------------------------- | -------------- | ------------- | ------------------------------------------------------------------------- |
| Vlag van Verenigd Koninkrijk | Dougie Lampkin | Beta, Montesa | 1e (1997, 1998, 1999, 2000, 2001, 2002, 2003); 2e (1996, 2004); 3e (2005) |
| Vlag van Verenigd Koninkrijk | Martin Lampkin | Bultaco       | 1e (1973, 1975); 2e (1978); 3e (1971, 1976)                               |
| Vlag van België              | Eddy Lejeune   | Honda         | 1e (1982, 1983, 1984); 2e (1985); 3e (1986)                               |

## M
| land                         | naam            | merk(en)      | prestaties                                              |
| ---------------------------- | --------------- | ------------- | ------------------------------------------------------- |
| Vlag van Frankrijk           | Thierry Michaud | Honda, Fantic | 1e (1985, 1986, 1988); 2e (1984, 1989); 3e (1983, 1987) |
| Vlag van Italië              | Donato Miglio   | Fantic        | 3e (1988, 1990)                                         |
| Vlag van Verenigd Koninkrijk | Sammy Miller    | Bultaco       | 1e (1968, 1970); 3e (1966, 1969)                        |

## P
| land            | naam      | merk(en) | prestaties |
| --------------- | --------- | -------- | ---------- |
| Vlag van Spanje | Joan Pons | GasGas   | 3e (1994)  |

## R
| land                         | naam             | merk(en)         | prestaties                                                                                  |
| ---------------------------- | ---------------- | ---------------- | ------------------------------------------------------------------------------------------- |
| Vlag van Spanje              | Adam Raga        | GasGas, TRS      | 1e (2005, 2006); 2e (2007, 2008, 2009, 2010, 2011, 2012, 2013, 2014, 2015, 2016); 3e (2004) |
| Vlag van Verenigd Koninkrijk | Malcolm Rathmell | Bultaco, Montesa | 1e (1974); 2e (1971, 1972, 1976); 3e (1973, 1975, 1977)                                     |

## S
| land                         | naam              | merk(en)         | prestaties                                        |
| ---------------------------- | ----------------- | ---------------- | ------------------------------------------------- |
| Vlag van Verenigd Koninkrijk | Steve Saunders    | Honda            | 2e (1986); 3e (1985)                              |
| Vlag van Verenigde Staten    | Bernie Schreiber  | Bultaco          | 1e (1979); 2e (1980, 1982, 1983); 3e (1978, 1984) |
| Vlag van Duitsland           | Günter Sengfelder | Zündapp          | 3e (1965)                                         |
| Vlag van Verenigd Koninkrijk | Don Smith         | Greeves, Montesa | 1e (1964, 1967, 1969); 2e (1966)                  |

## T
| land                         | naam             | merk(en)     | prestaties                                                          |
| ---------------------------- | ---------------- | ------------ | ------------------------------------------------------------------- |
| Vlag van Spanje              | Jordi Tarrés     | Beta, GasGas | 1e (1987, 1989, 1990, 1991, 1993, 1994, 1995); 2e (1988); 3e (1996) |
| Vlag van Verenigd Koninkrijk | Laurence Telling | Montesa      | 3e (1970)                                                           |

## V
| land            | naam            | merk(en) | prestaties                                              |
| --------------- | --------------- | -------- | ------------------------------------------------------- |
| Vlag van Zweden | Yrjö Vesterinen | Bultaco  | 1e (1976, 1977, 1978); 2e (1975, 1979); 3e (1980, 1981) |

## W
| land                         | naam           | merk(en) | prestaties |
| ---------------------------- | -------------- | -------- | ---------- |
| Vlag van Verenigd Koninkrijk | Bill Wilkinson | Greeves  | 3e (1968)  |